# Corpus de Sang

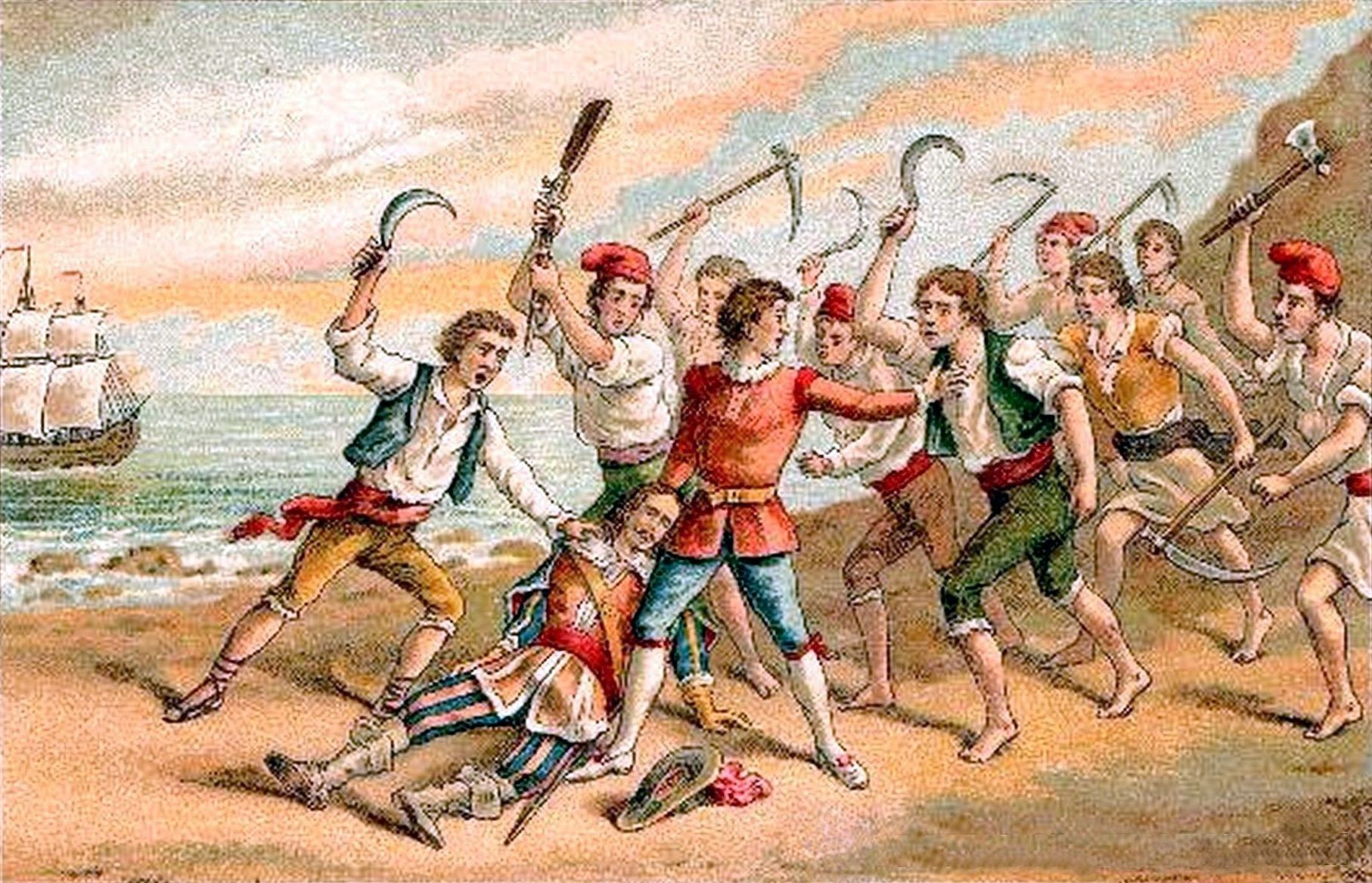
Corpus de Sang, H.Miralles (1907).

Le Corpus de Sang est une émeute survenue à Barcelone le 7 juin 1640, jour du Corpus Christi, menée par un groupe nombreux de faucheurs, avec la connivence d'une bonne partie de la population locale, à la suite du mécontentement généralisé dans la Principauté de Catalogne suscité par les charges et contraintes qu'imposait la Guerre de Trente Ans (1618-1648).

## Historique
L'année 1640 a été une année décisive aux répercussions très graves, surtout à partir du mois de mai, au cours duquel s'est produit un soulèvement généralisé de toute la population de la Principauté de Catalogne qui était contre la mobilisation et la présence dans la région des tercios de l'armée royale (envoyés en Catalogne à cause de la guerre contre la France en 1635) et contre l'obligation de les loger dans les villages. Certains de ces derniers ont refusé d'ouvrir les portes, comme Sant Feliu de Pallerols, ou Santa Coloma de Farners, où a été envoyé l'alguacil (huissier) Miquel de Montrodon pour réussir à installer les soldats ; les habitants ont refusé puis mis à mort l'alguacil. Les représailles exercées par les tercios à Riudarenes (3 mai) et à Santa Coloma de Farners (14 mai) qui a été mise à feu, ont déclenché un rapide soulèvement armé des habitants et paysans. Ce soulèvement parti des comarques de la Province de Gérone, s'est propagé vers l'Empordà, vers le Vallès (es) et vers Osona et le Ripollès.
Les troubles se sont produits à Barcelone durant les jours suivants. Le 7 juin, jour du Corpus Christi, un grand nombre de faucheurs, travailleurs temporaires, accourt à Barcelone pour participer à la traditionnelle procession organisée en vue de la récolte et ils attisent la révolte. Les faucheurs non seulement manifestaient des sentiments anti-castillans, mais également ils appelaient à la rébellion contre le régime seigneurial. L'élément déclencheur a été un petit incident dans la rue Ample lorsqu'un magistrat de la Reial Audiència de Catalunya (1493−1716) a essayé de saisir un des meneurs des faucheurs qu'il pensait associé à la mort de l'alguacil Miquel de Montrodon. Au cours de l'incident, le faucheur a été blessé et à partir de là, et avec la connivence d'une bonne partie de la population locale, a éclaté l'émeute généralisée dans les rues de Barcelone. Rapidement un groupe de 300 faucheurs s'est dirigé en désordre vers le Palais du Vice-roi Dalmau de Queralt, comte de Santa Coloma, demandant justice. La manifestation s'est transformée en un échange de coups de feu qui a entraîné la mort d'un faucheur ; à partir de ce moment, la foule a saccagé plusieurs maisons de juges de la Reial Audiència. Le vice-roi s'échappe de sa maison vers les Drassanes, afin d'essayer de sortir de la cité. Les insurgés l'apprennent et entreprennent une chasse à l'homme. Le vice-roi réussit à atteindre la plage, mais là, blessé et exténué, il est poignardé. Le jour suivant, il a été enterré dans l'église de la Merced de Barcelone.
« Vive la terre ! », « Vive la foi du Christ ! », « Mort aux traîtres ! », « Mort au mauvais gouvernement ! », « Vive la Catalogne et les Catalans ! » ont été les cris de ralliement des faucheurs qui sont à l'origine de la révolte populaire du 7 juin 1640,,, jour connu sous le nom de Corpus de Sang.
Le bilan s'est élevé à un total de 12 à 20 morts, majoritairement des fonctionnaires royaux. Le décès du vice-roi de Catalogne, le comte de Queralt, constitue sans aucun doute le point de rupture entre la Catalogne et l'Espagne et a précipité le début de la « Guerre des faucheurs ».